# Rafael García (Fußballspieler, 1993)
Rafael García Doblas (* 27. September 1993 in Aachen) ist ein deutsch-spanischer Fußballspieler.

## Karriere
2012 wechselte García von Germania Dürwiß in die Oberliga Mittelrhein zur zweiten Mannschaft von Alemannia Aachen. Er debütierte am 4. Spieltag in der Partie gegen den FC Wegberg-Beeck und gab die Vorlage zum 3:2-Siegtreffer. Sein erstes Tor schoss er beim 2:0 über den TSV Hertha Walheim. Sein Debüt in der 3. Liga für die Profis der Alemannia gab er am 8. Februar 2013 bei der 0:4-Pleite gegen den Karlsruher SC. Er wurde in der 69. Minute für Oğuzhan Kefkir eingewechselt. Im Mittelrheinpokal wurde er im Viertelfinale in der Partie gegen Germania Windeck in der Halbzeitpause eingewechselt und Aachen gewann die Partie 2:0. Am Saisonende 2012/13 stieg er mit der Alemannia in die Regionalliga ab.
Zur Saison 2015/16 wechselte Garcia innerhalb der Regionalliga West zur zweiten Mannschaft von Fortuna Düsseldorf.
Nach nur einer Spielzeit ging Garcia zur Saison 2016/17 zum Ligakonkurrenten Rot-Weiß Oberhausen. Sein dortiger Vertrag lief bis zum 30. Juni 2018.
Zur Saison 2018/19 gab der aus der 3. Liga abgestiegene Chemnitzer FC die Verpflichtung von Garcia bekannt. Mit dem CFC wurde er Meister der Regionalliga Nordost und kehrte unmittelbar in die 3. Liga zurück.
Zur Saison 2020/21 unterschrieb García einen Vertrag beim Drittligisten SV Waldhof Mannheim. Hier blieb er allerdings nur bis zum Anfang der Spielzeit 2021/22 und schloss sich am 30. August 2021 den Kickers Offenbach in der Regionalliga Südwest an. Nach drei Jahren in Offenbach kehrte er im Sommer 2024 in seine rheinische Heimat zurück, als er sich dem Regionalligisten 1. FC Düren anschloss.
Für den 1. FC Düren bestritt Garcia insgesamt 24 Ligaspiel in der Regionalliga West und 2 Partien im Verbandspokal Mittelrhein. Zur Spielzeit 2025/2026 schließt Garcia sich dem SC Fortuna Köln an.

## Erfolge
- Regionalliga Nordost 2018/19: Meister & Aufstieg in die 3. Fußball-Liga
- Sachsenpokal-Sieger: 2018/19 & 2019/20
- Badischer-Pokal-Sieger: 2019/20 & 2020/21
- Hessenpokal-Sieger: 2021/22